# Saint-Christophe-sur-Condé
Saint-Christophe-sur-Condé település Franciaországban, Eure megyében. Lakosainak száma 429 fő (2022. január 1.). Saint-Christophe-sur-Condé Condé-sur-Risle, Saint-Philbert-sur-Risle, Saint-Pierre-des-Ifs, Saint-Étienne-l’Allier, Saint-Martin-Saint-Firmin és Saint-Pierre-des-Ifs községekkel határos.

## Népesség
A település népessége az elmúlt években az alábbi módon változott:
| Lakosok száma | 304  | 281  | 290  | 366  | 461  | 492  | 481  | 436  | 439  | 429  |
|               | 1968 | 1982 | 1990 | 2006 | 2013 | 2015 | 2017 | 2019 | 2020 | 2022 |